# آناسارکا
آناسارکا (به انگلیسی: Anasarca) یا خیز زیرپوستی در پزشکی به شرایطی گفته می‌شود که زیر سطح پوست بدن پر از مایع خارج‌سلولی می‌گردد و تمام اعضای بدن از صورت تا دست و پا به صورت ورم کرده یا پف کرده دیده می‌شوند.
نام‌های دیگر آناسارکا عبارتند از آنازارک، اِدِم عمومی گسترده، استسقاء عمومی، و استسقای لحمی عام.

## علائم و نشانه‌ها
- ادم اطراف چشم، دهان و اندام‌ها، ادم پره‌تیبیال (قدام ساق)
- آسیت
- اختلال دید، سختی در باز کردن چشم‌ها
- تنگی نفس فعالیتی (DOE)، کوتاه‌شدن تنفس (SOB)، ارتوپنه
- درد قفسه سینه
- بی‌قراری شدید

## علل
معمولا به علت کاهش فشار انکوتیک؛

### نارسایی ارگان‌ها
- نارسایی کبد
- نارسایی کلیه
- نارسایی قلب راست

### رژیم غذایی
- کمبود شدید پروتئین

### به عنوان عارضه سیستمیک اختلالاتی چون
- سندروم نفروتیک
- انتروپاتی دفع‌کننده پروتئین
- سندروم نشت مویرگی

### اختلالات مادرزادی
هموگلوبین بارت، به علت اختلال در انتقال اکسیژن منجر به بروز آنازارک می‌شود.

### ایاتروژنیک
سرم درمانی نادرست